# إعادة تسلح الرايخ الثالث

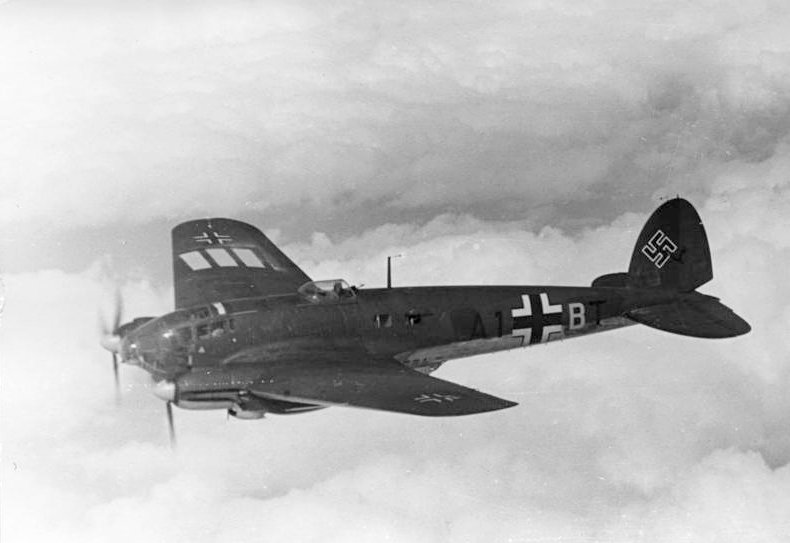
طائرة هينكل هي 111، صممت وأنتجت ضمن عملية إعادة التسلح.

إعادة التسلح النازي (بالألمانية: Aufrüstung) كان مجهودا ضخما بقيادة الحزب النازي في أوائل الثلاثينيات في انتهاك واضح لمعاهدة فرساي، خلال الصراع من أجل السلطة والوعد باسترداد الكرامة الضائعة للوطن. واتُخذ هذا القرار بإعادة تسليح الجيش بدعوى أن معاهدة فرساي كانت مجحفة لألمانيا.
وكانت عملية إعادة التسلح إلى حد كبير عملية سرية، نفذت معظمها في جو من التعتيم من خلال مجموعة من المنظمات السرية المشاركة في العملية.
بعد اكتشاف تلك العملية، تسبب ذلك في وضع سياسة لإعادة التسلح في المملكة المتحدة، والتي تصاعدت بعد انسحاب ألمانيا من عصبة الأمم ومؤتمر نزع السلاح في جنيف في عام 1933.

## الخلفية التاريخية
وقعت ألمانيا بعد هزيمتها في الحرب العالمية الأولى معاهدة فرساي والتي قيدت عدد الجيش الألماني بما لا يزيد عن سبعة فرق مشاة و3 فرق خيالة وبعدد جنود لا يزيد عن 100,000 جندي و 4,000 ضابط. وحددت المعاهدة حجم المخزون العسكري الألماني بما لا يزيد عن 102,000 بندقية وألغاء التجنيد وتحريم صنع أو امتلاك الدبابات أو مركبات القتال الحربية، ومنع الجيش الألماني من إعادة بناء سلاح الجو الألماني إضافة إلى تحديد حجم البحرية الألمانية بما لا يزيد عن 15,000 جندي.

## برنامج التسلح الأول
بدأت عملية إعادة التسلح في ألمانيا في فترة ما بعد الحرب العالمية الأولى بالفعل عندما قام المستشار الألماني هيرمان مولر، الذي ينتمي إلى الحزب الديمقراطي الاشتراكي، بسن قوانين سرية في مجلس الوزراء تسمح بإعادة التسلح.
وقد بدأ برنامج التسلح الأول في 29 سبتمبر 1928 من قبل رئاسة الأركان الألمانية والذي تم قبوله من قبل مجلس الوزراء الألماني في 18 أكتوبر من نفس العام يهدف البرنامج الذي يعد الأول من نوعه في رفع المستوى التسليحي للجيش الألماني عن طريق تسليح 16 فرقة بالجيش بالسلاح وزيادة عتاد وذخيرة القوات المسلحة ضمن برنامج متكامل مدته خمس سنوات ويخصص للبرنامج 350 مليون رايخ مارك ألماني تستقطع من ميزانية الجيش البالغة 726,5 رايخ مارك (8,6 % من الموازنة العامة) ويوفر مبلغ الـ 350 مليون ما يبلغ 70 مليون سنويا للبرنامج طيلة السنوات الخمسة للخطة.

## برنامج التسلح الثاني

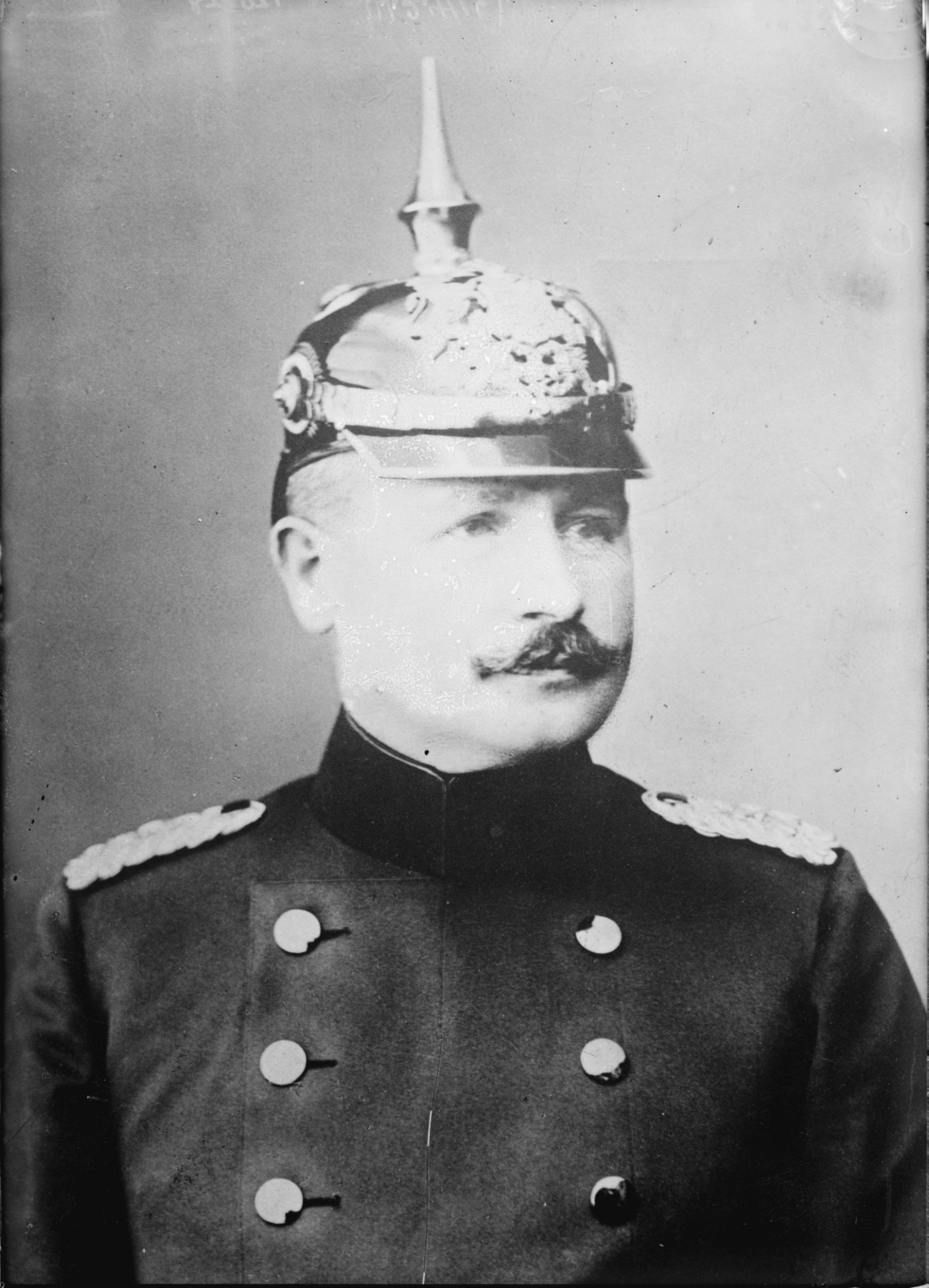
وزير الحرب الألماني فيلهم غرونر.

بدأ برنامج التسلح الثاني في عام 1932، حيث قام وزير الحرب الألماني فيلهم غرونر الذين عين في منصبه عام 1928 بالاعداد لخطة تسلح مدتها 5 سنوات تبدأ من شهر أبريل 1932 حتى مارس 1938، البرنامج شمل تجهيز وإعداد القوات الألمانية بالعتادة والذخيرة وزيادة أعداد الفرق الألمانية في وقت السلم لتصل إلى 21 فرقة مشاة، إضافة إلى إنشاء القوة الجوية الألمانية.
كانت هذه الخطة هي الأساس الذي قامت عليه برامج التسلح التي تمت خلال عهد الرايخ الثالث في سنوات 1933 و 1939 وبمقتضى الخطة كان يجب تشكيل جيش مكون من 21 فرقة وتجهيز الفرق بالمعدات اللازمة من سلاح وذخيرة بما يكفي للقتال لمدة ستة أسابيع، تبلغ التكلفة المادية للخطة نحو 484 مليون مارك، يخصص من هذا المبلغ 110 مليون لإنشاء سلاح الجو الألماني الذي سوف يتم تجهزه بـ 150 طائرة عسكرية، ونظرا للصعوبات المالية فقد تقرر أن تمتد الخطة حتى العام 1938، تم إضافة تعديلات للبرنامج الأصلي في نوفمبر 1932 من أجل زيادة تعداد القوات البرية.

## الرايخ الثالث 1933 - 1939

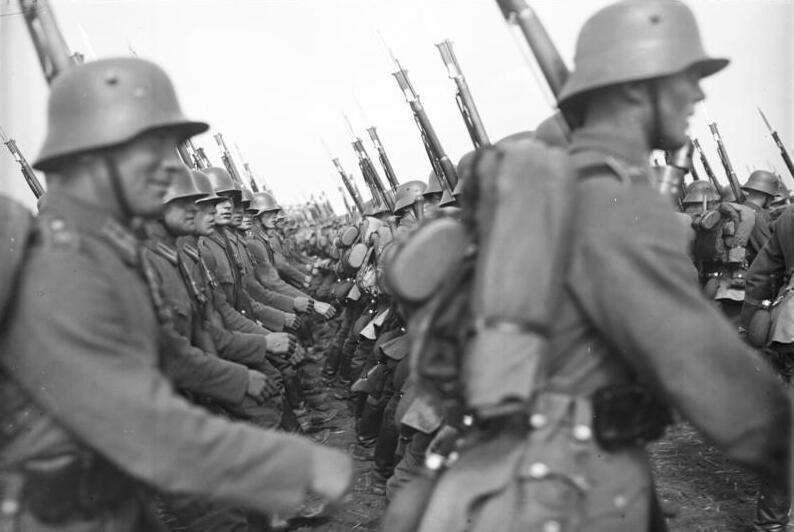
أعاد هتلر في الأول من مارس 1935 قانون التجنيد الإجباري بالرغم من أن معاهدة فرساي قد حددت عدد الجيش الألماني بما لا يزيد عن 100 ألف جندي مع ألغاء التجنيد.

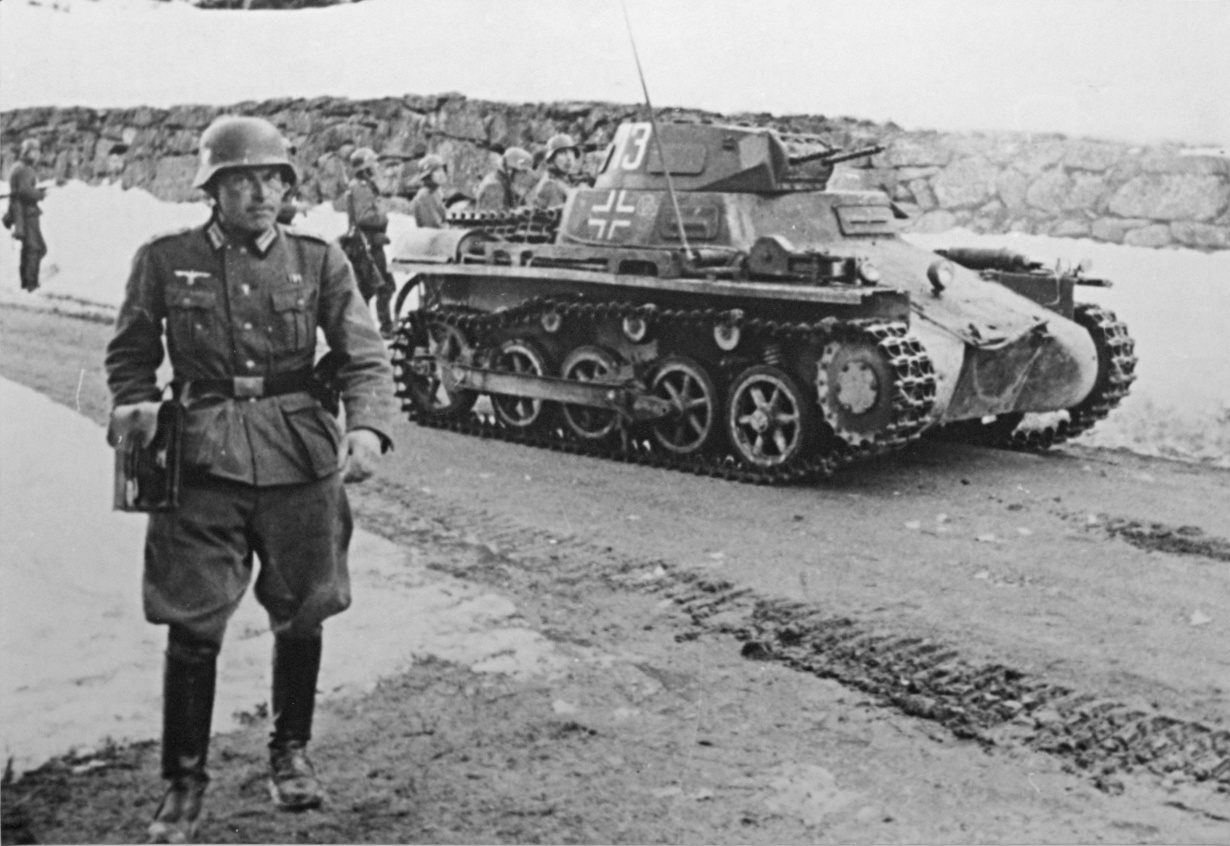
دبابة بانزر-1 باكورة الدبابات الألمانية، بدأ إنتاجها عام 1934، بالرغم من أن نصوص معاهدة فرساي تمنع ألمانيا من صنع الدبابات أو المركبات المدرعة.

بعد وصول النازيين إلى السلطة وتعيين هتلر مستشارًا لألمانيا عام 1933 ازدادت وتيرة التسلح خلال عهد الرايخ الثالث حيث أصبحت عملية إعادة التسلح ذات أولوية قصوى للحكومة الألمانية. وأصبحت التوسعات في الإنتاج الصناعي والمدني مع تولي أدولف هتلر قمة السلطة في ألمانيا هي الأفضل على الإطلاق.
كان كل من فيلهيلم فريك وزير داخلية ألمانيا، والاقتصادي النازي هيلمار شاخت، الذي قام بعرض تشكيلة واسعة من المخططات من أجل معالجة آثار الكساد العظيم الذي كانت فيه ألمانيا، هما المسئولين الرئيسيين في برنامج إعادة التسلح الألماني.
تأسست شركات وهمية مثل MEFO من أجل تمويل إعادة التسلح. كما أنشأت منظمات سرية مثل ’’’Verkehrsfliegerschule’’’ أنشئت تحت ستار المدنية من أجل تدريب الطيارين تدريبًا عسكريًا.
أحدثت عملية إعادة التسلح انتعاشة مفاجئة في الحالة المادية لكثير من المصانع في ألمانيا. ونقلت كثير من الصناعات من هوة الأزمة العميقة التي أحدثها الكساد العظيم. بعض الشركات الصناعية الكبرى، التي كانت حتى ذلك الحين متخصصة في منتجات تقليدية معينة، بدأت في تنويع وابتكار أفكار جديدة في نمط الإنتاج. أحواض بناء السفن، على سبيل المثال، إنشاء فروع جديدة بدأت في تصميم وبناء الطائرات. وبالتالي أصبحت عملية إعادة التسلح الألماني فرصة للتطوير، والتحسينات التكنولوجية في بعض الأحيان، وخاصة في مجال الملاحة الجوية.
كانت الحرب الأهلية الإسبانية 1936-1939 فرصة مثالية لاختبار كفاءة الأسلحة الجديدة التي تنتجها المصانع الألمانية خلال سنوات إعادة التسلح. كثير من أساليب القصف بالطائرات جربتها قوات التدخل السريع الألمانية ضد حكومة الحزب الجمهوري على الأراضي الإسبانية وذلك بإذن من الجنرال فرانسيسكو فرانكو. هتلر أصر مع ذلك، أن تصاميمه كانت سلمية على المدى البعيد، ووضع إستراتيجية وصفت باسم حرب الزهور (بالألمانية: Blumenkrieg).
| نظرة عامة حول برامج التسلح الثلاث لبناء الجيش الألماني وقت السلم |                                          |                                          |                                          |
|                                                                  | برنامج التسلح (ديسمبر 1933 - أبريل 1939) | برنامج التسلح (يوليو 1935 - أكتوبر 1939) | برنامج التسلح (أغسطس 1936 - أكتوبر 1939) |
| فيالق                                                            | 8                                        | 12                                       | 13                                       |
| فرق مشاة                                                         | 21                                       | 33                                       | 32                                       |
| فرق مشاة آلية                                                    |                                          |                                          | 4                                        |
| فرق جبلية                                                        |                                          |                                          | 1                                        |
| فرق خيالة                                                        | 3                                        |                                          |                                          |
| فرق بانزر (مدرعة)                                                |                                          | 3                                        | 3                                        |
| فرق خفيفة                                                        |                                          |                                          | 3                                        |
| القوة العددية وقت السلم                                          | 300.000                                  | 700.000                                  | 800.000                                  |
| القوة العددية وقت الحرب                                          | 63 فرقة                                  | 63 فرقة (تنجز في 1941)                   | 102 فرقة (تنجز في 1940/41)               |

### الجيش
ازدادت أعداد الجيش الألماني مرات عديدة ليتجاوز تعداد أفراده حاجز المليون جندي من بعد أن كانت اتفاقية فرساي قد قلصت حجمه بما لا يزيد عن 100 ألف فرد ومنعت التجنيد الإلزامي، وفيما يلي تعداد الجيش الألماني في أوقات السلم.
- خريف 1934: 250.000 فرد (21 فرقة مشاة و 3 فرق خيالة)
- خريف 1935: 400.000 فرد (24 فرقة مشاة و 3 بانزر و 2 فرق خيالة)
- خريف 1936: 520.000 فرد (36 فرقة مشاة و 3 فرقة بانزر)
- خريف 1937: 550.000 فرد (32 فرقة مشاة و 4 فرقة آلية و 3 فرق بانزر)
- خريف 1938: 570.000 فرد
- صيف 1939: 730.000 فرد

حينما اندلعت الحرب العالمية الثانية عام 1939 كان تعداد الجيش الألماني مع الاحتياط يبلغ 2.758 مليون جندي، وبحسب خطة أغسطس كان يفترض أن يتألف الجيش في وقت السلم من 43 فرقة إلا أن فرق الجيش الألماني بلغت 52 فرقة في صيف عام 1939 حيث ألحقت الفرق والوحدات العسكرية النمساوية بالجيش الألماني بعد ضم النمسا لألمانيا عام 1938.
وقد توزعت الفرق الـ 52 للجيش الألماني عام 1939 على النحو التالي:
- 35 فرقة مشاة.
- 6 فرق بانزر.
- 4 فرق آلية.
- 4 فرق خفيفة.
- 3 فرق جبلية.

## وصلات خارجية
- NAZI Rearmament Program